# Vlastec
Vlastec är en ort i Tjeckien.   Den ligger i regionen Södra Böhmen, i den centrala delen av landet, 80 km söder om huvudstaden Prag. Vlastec ligger 439 meter över havet och antalet invånare är 182.
Terrängen runt Vlastec är platt. Runt Vlastec är det ganska glesbefolkat, med 25 invånare per kvadratkilometer. Närmaste större samhälle är Písek, 7,8 km sydväst om Vlastec. Trakten runt Vlastec består till största delen av jordbruksmark.